# جهنم و بازگشت مجدد
«جهنم و بازگشت مجدد» (انگلیسی: Hell and Back Again) فیلمی در ژانر مستند است که در سال ۲۰۱۱ منتشر شد.